# Бірінші Мамира сільський округ
Бірінші́ Мами́ра сільський округ (каз. Бірінші Мамыр ауылдық округі, рос. Биринши Мамыра сельский округ) — адміністративна одиниця у складі Толебійського району Туркестанської області Казахстану. Адміністративний центр — село Бірінші Мамир.
Населення — 17875 осіб (2021; 17162 у 2009, 14846 у 1999, 13029 у 1989).
Станом на 1989 рік існувала Первомайська сільська рада (села Алгабас, Бейнеткеш, Жанажол, Камшак, Кизиласкер, Красне, Первомаєвка, Соціал, Тайгана), з 1993 року — Первомайський сільський округ.

## Склад
До складу округу входять такі населені пункти:
| Населений пункт     | Колишні назви | Населення, осіб (1989) | Населення, осіб (1999) | Населення, осіб (2009) | Населення, осіб (2021) |
| ------------------- | ------------- | ---------------------- | ---------------------- | ---------------------- | ---------------------- |
| Алгабас, село       | -             | 938                    | 1081                   | 1251                   | 1099                   |
| Бейнеткеш, село     | -             | 750                    | 889                    | 934                    | 943                    |
| Бірінші Мамир, село | Первомаєвка   | 5004                   | 5542                   | 6057                   | 6591                   |
| Жанажол, село       | -             | 311                    | 144                    | 1999                   | 1904                   |
| --Кизиласкер, село  | -             | 1149                   | 1602                   | -                      | -                      |
| Загамбар, село      | Камшак        | 3032                   | 3695                   | 4723                   | 5158                   |
| Интимак, село       | Красне        | 1050                   | 1054                   | 1065                   | 962                    |
| Соціал, селище      | -             | 34                     | 0                      | -                      | -                      |
| Тагайна, село       | Тайгана       | 761                    | 839                    | 1133                   | 1218                   |